# Un boig estén la capa perquè hi passi per sobre sant Francesc nen
Un boig estén la capa perquè hi passi per sobre sant Francesc nen és un quadre d'Antoni Viladomat pintat el 1722-1724 que actualment forma part de la col·lecció permanent del Museu Nacional d'Art de Catalunya. És un dipòsit de la Reial Acadèmia Catalana de Belles Arts de Sant Jordi de Barcelona, de 1902. Va ingressar posteriorment a la col·lecció permanent, el 1906.

## Descripció
Viladomat va pintar entre el 1722 i el 1724, un cop finalitzada la Guerra de Successió Espanyola, la sèrie de vint teles dedicades a sant Francesc d'Assís que decoraven el claustre major del convent gran de Sant Francesc de Barcelona, situat al costat de la muralla de mar. Els quadres van estar al lloc d'origen fins a la invasió napoleònica; després van romandre sota la custòdia de la que és avui Reial Acadèmia Catalana de Belles Arts de Sant Jordi fins que es van dipositar al Museu el 1906. És l'únic cicle pictòric de la vida d'un sant que es conserva íntegre en un museu.
El programa iconogràfic, que com era habitual il·lustrava les virtuts i els episodis més destacats del fundador de la congregació des del seu naixement fins a la seva mort, s'inspira en les Floretes de sant Francesc, un relat d'autor anònim escrit entre els segles xiii i xiv. Francesc, com l'alter Cristus i amb una efígie que segueix el prototipus que descriuen les fonts literàries franciscanes, és el protagonista de totes les escenes, ja siguin interiors o exteriors, urbanes o rurals, aquestes darreres inspirades en les comarques veïnes del litoral barcelonès. Els limitats recursos de què disposava Viladomat a la Catalunya del primer terç del segle xviii expliquen la reduïda i monòtona gamma cromàtica, a més de la precària qualitat dels pigments. Però, amb tot, el conjunt, que mostra la societat del moment, conté també tots els elements de la pintura monàstica del barroc peninsular, i el seu contingut argumental s'aproxima fins i tot a Francisco de Zurbarán